# 2661 Bydžovský
2661 Bydžovský је астероид главног астероидног појаса са средњом удаљеношћу од Сунца која износи 3,022 астрономских јединица (АЈ).
Апсолутна магнитуда астероида је 11,3.